# Cim de la Pastera
El Cim de la Pastera és una muntanya de 1.201 metres que es troba entre els municipis de la Vall d'en Bas, a la comarca de la Garrotxa i de Sant Pere de Torelló, a la comarca d'Osona.